# پیروزی نهایی
پیروزی نهائی، فتح نهائی یا لا فینا وِنکو (به اسپرانتو: La Fina Venko) در فرهنگ اسپرانتو به معنای همه‌گیری بهره‌گیری از زبان بین‌المللی اسپرانتو در جهان به‌عنوان زبان مشترک جهانی است. پیروزی نهائی هدف اصلی جنبش اسپرانتو در سراسر جهان را تشکیل می‌دهد.
تا زمان نائل شدن به پیروزی نهائی، تنها منبع موثق و غیرقابل‌تغییر در مورد زبان اسپرانتو، کتاب مبانی اسپرانتو، نوشتهٔ دکتر لودویک زامنهوف، خالق زبان بین‌المللی اسپرانتو، است که در بهار سال ۱۹۰۵ انتشار یافت. در بند چهارم اعلامیه بولونی که در نخستین کنگره جهانی اسپرانتو، که در سال ۱۹۰۵ در شهر یولونی-سور-مر فرانسه ارائه گردید، این کتاب به عنوان منبع رسمی زبان اسپرانتو پذیرفته شد.
پس از پیروزی نهائی، یک بار و برای همیشه، تمامی تغییرات و/یا پیشنهادهای ارائه‌شده در طول عمر زبان اسپرانتو، که در کتاب مبانی اسپرانتو نیامده یا مغایر با محتوی آن است، طبق صلاح‌دید و تصویب آکادمی اسپرانتو، در زبان اسپرانتو اعمال خواهد شد، و نهایتاً روایت نهائی کتاب مبانی اسپرانتو تهیه و منتشر خواهد گردید.